# ローマ建国史

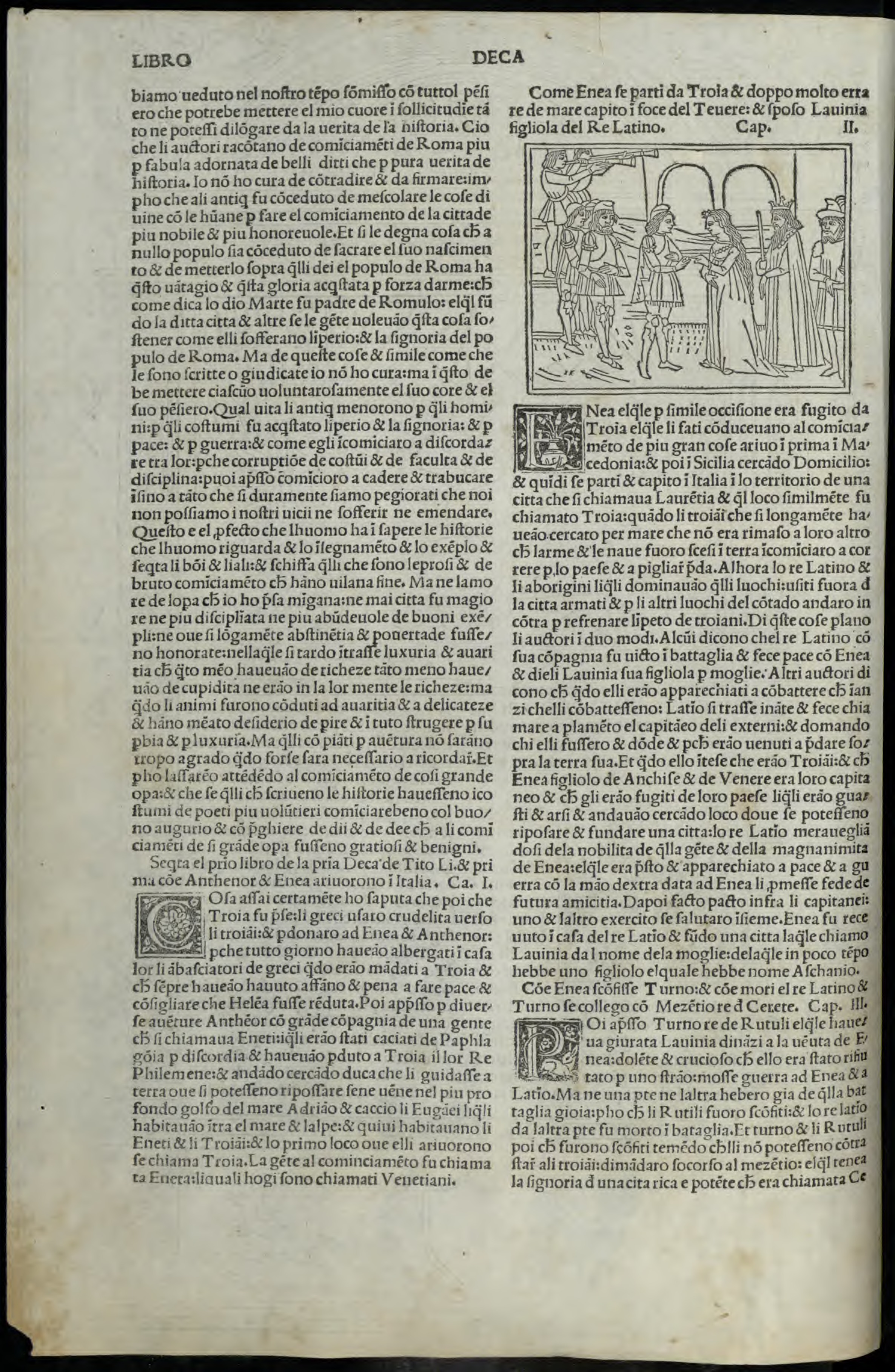
Ab urbe condita, 1493

『ローマ建国史』（ローマけんこくし、ラテン語: Ab Urbe Condita Libri）は、紀元前17年頃にリウィウスによって書かれたとされる歴史書である。

## 内容
本書はローマ建国から始まってアウグストゥスによる帝政誕生までの歴史を叙述した歴史書であり、本来は142巻から構成されていたが、現存するのは第1巻から第10巻、第21巻から第三次マケドニア戦争について記述した第45巻である。その他の巻は断片及び後世の「Periochae」と題された要約のみ残る。1772年にはバチカン図書館からパリンプセストの形で約1000語の91巻（セルトリウス戦争の記述）の断片が発見され、1986年には40語からなる11巻（第三次サムニウム戦争の記述）の断片が発見された。これらにより、失われた巻の概要はある程度復元できる。
リウィウスのローマ史は、後にダンテによって評価されたことから、多くの歴史家によって参照された。リウィウスは本書の序章でローマの発展をもたらした指導者の活動がどのようなものであったのかを記録し、紀元前1世紀頃からの政情不安の原因である道徳的な腐敗を描き出すことを目指していると述べている。そして読者にはローマ国民がいかに生き、どのような風俗習慣を持ち、どのように領土を拡大し、またどのように風紀が乱れていったのかを読み取ることを求めている。
本書ではまずロムルスとレムス兄弟のローマ建国に至る物語が示されており、ローマ人によるサビニ族の女の略奪、ローマのホラティウス三兄弟とアルバのクリアティウス三兄弟の闘争、ホラティウスの姉妹とクリアティウス兄弟の一人の恋物語などが語られており、ローマ最初の執政官ルキウス・ユニウス・ブルトゥスが現れるまでの歴史が叙述される。またカルタゴの将軍ハンニバルがアルプス越えを実施し、カンナエの戦いで勝利を収めてローマ攻略を目指す第二次ポエニ戦争の叙述も行われており（第一次ポエニ戦争を扱った巻は失われている）、第三次マケドニア戦争ではマケドニア軍が敗北して和平条約を締結する際にローマの将軍がギリシアの自由を宣言する話などが記されている。第三次ポエニ戦争以降の共和制末期から帝政誕生に至る以降の巻は上記の通り現存しないが、最終巻では紀元前9年の大ドルススの死までが取り上げられていることが判明している。

## マキャヴェッリの注釈
ニッコロ・マキャヴェッリは、この史書の注釈という形で、独自の史論を展開し『ディスコルシ』（政略論）を著した。

## 書誌情報
- Liviusu, Ab Urbe Condita, ed. R. S. Conway & C. F. Walter Oxford, 1951.
- リーウィウス『ローマ建国史（上）』鈴木一州訳、岩波文庫、2007年。第1巻から第5巻まで収録（全3冊予定）
- リウィウス『ローマ建国以来の歴史1――伝承から歴史へ(1)』岩谷智訳、京都大学学術出版会〈西洋古典叢書〉、2008年。全14冊予定。第1巻から第2巻まで収録
- リウィウス『ローマ建国以来の歴史2――伝承から歴史へ(2)』岩谷智訳、京都大学学術出版会〈西洋古典叢書〉、2016年。第3巻から第5巻まで収録
- リウィウス『ローマ建国以来の歴史3――イタリア半島の征服(1)』毛利晶訳、京都大学学術出版会〈西洋古典叢書〉、2008年。第6巻から第8巻(～第24章）まで収録
- リウィウス『ローマ建国以来の歴史4――イタリア半島の征服(2)』毛利晶訳、京都大学学術出版会〈西洋古典叢書〉、2014年。第8巻（第25章～）から第10巻まで収録
- リウィウス『ローマ建国以来の歴史5――ハンニバル戦争(1)』安井萠訳、京都大学学術出版会〈西洋古典叢書〉、2014年。第21巻から第22巻まで収録
- リウィウス『ローマ建国以来の歴史6――ハンニバル戦争(2)』安井萠訳、京都大学学術出版会〈西洋古典叢書〉、2020年。第23巻から第25巻まで収録
- リウィウス『ローマ建国以来の歴史7. ハンニバル戦争(3)』砂田徹訳 京都大学学術出版会〈西洋古典叢書〉、2024年。
- リウィウス『ローマ建国以来の歴史9――第二次マケドニア戦争、東方諸戦役(1)』吉村忠典・小池和子訳、京都大学学術出版会〈西洋古典叢書〉、2012年。第31巻から第33巻まで収録

- リヴィウス『［抄訳］ローマ建国史（上）』北村良和編訳、PHP研究所、2010年。第1巻から第5巻まで収録
- リヴィウス『［抄訳］ローマ建国史（下）』北村良和編訳、PHP研究所、2010年。第21巻から第30巻まで収録

- 元版『ローマ史（1－6）』北村良和訳、秋田印刷製本、2002-07